# St. Nikolaus (Altheim)

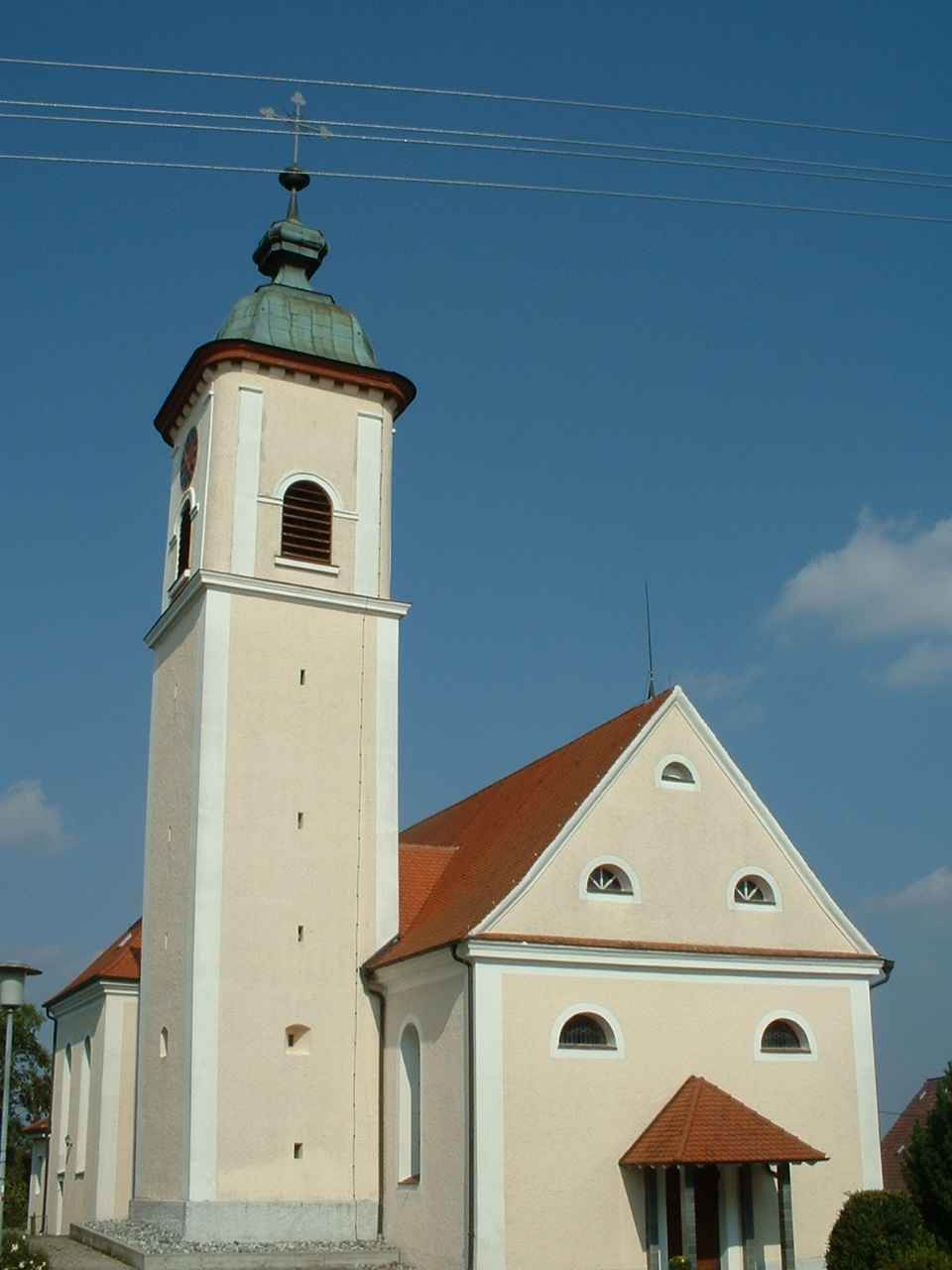
St. Nikolaus (Altheim)

Die römisch-katholische Pfarrkirche St. Nikolaus steht in dem früheren Gemeindeteil Altheim, der in der Gemeinde Schemmerhofen im Landkreis Biberach in Baden-Württemberg aufgegangen ist. Die Kirche gehört zur Diözese Rottenburg-Stuttgart. Sie ist als Denkmal beim Landesamt für Denkmalpflege Baden-Württemberg eingetragen.

## Beschreibung
1820 wurde zunächst eine spätklassizistische Saalkirche erbaut, die aus einem Langhaus und einem Kirchturm an der Nordwand bestand, der im Kern aus dem 15. Jahrhundert stammte. Der Kirchturm wurde 1840 um ein Geschoss aufgestockt, das die Turmuhr und den Glockenstuhl beherbergt, und mit einer Haube versehen. Das Querschiff und der eingezogene, dreiseitig geschlossene Chor im Osten des Langhauses wurden erst 1909 nach Plänen des aus Altheim stammenden Architekten Joseph Cades errichtet. Dadurch wurde die Saalkirche zur Kreuzkirche erweitert. 
Der Innenraum des flachgedeckten Langhauses erhielt um 1870/80 eine neugotische Kirchenausstattung mit Altären und einer Kanzel. Die nazarenische Deckenmalerei wurde 1886 ausgeführt.
Die Orgel auf der Empore wurde 1909 von der Reiser Orgelbau als Opus 10 errichtet.